# Vuontisjärvi (sjö i Enontekis, Lappland, Finland, lat 68,15, long 24,10)
Vuontisjärvi är en sjö i Finland. Den ligger i kommunen Enontekis i landskapet Lappland, i den norra delen av landet, 900 km norr om huvudstaden Helsingfors och två kilometer från regionalväg 957. Vuontisjärvi ligger 260,7 meter över havet. Arean är 1,41 kvadratkilometer och strandlinjen är 6,06 kilometer lång. Sjön  ingår i Kemi älvs huvudavrinningsområde.   Den sträcker sig 1,6 kilometer i nord-sydlig riktning, och 1,8 kilometer i öst-västlig riktning.
I övrigt finns följande vid Vuontisjärvi:
- Saivokero (en bergstopp)